# Distrito de Mariatana

Provincia de Huarochirí en el Departamento de Lima, Perú

El Distrito de Mariatana es uno de los treinta y dos distritos de la provincia de Huarochirí, ubicada en el Departamento de Lima, bajo la administración del Gobierno Regional de Lima-Provincias.
Dentro de la división eclesiástica de la Iglesia Católica del Perú, pertenece a la Prelatura de Yauyos

## Historia
El distrito fue creado mediante Ley N° 12119 del 11 de octubre de 1954, en el gobierno del Presidente Manuel A. Odría.

## Geografía
Abarca una superficie de 168,63 km² y tiene una población aproximada de 1 500 habitantes.
Su altitud alcanza los 3 534 m s. n. m. y se localiza al suroeste del Distrito de Huarochirí.

## Autoridades

### Municipales
- 2015 - 2018[2]
  - Alcalde:  Carlos Ballarta Cuya, Movimiento Concertación para el Desarrollo Regional (CDR).
  - Regidores: Salvo Martín Flores Huaringa (CDR), Gregorio Lázaro Ramírez (CDR), Alfredo Alexander Chumpitaz Morales (CDR), Juana Macazana Ramírez (CDR), Wenceslao Luis Ramírez Contreras (Alianza para el Progreso).
- 2011 - 2014[3]
  - Alcalde:  Gilma Santos Macazana, Movimiento Concertación para el Desarrollo Regional (CDR).[4]
  - Regidores: Dionicio Morales Ramírez (CDR), Deimer Benito Flores Macazana (CDR), Isabel Lizano Narciso (CDR), Ana Nelva Ramírez Reyes de Campos (CDR), Juan Chumpitaz Navarro (Partido Aprista Peruano).
- 2007 - 2010[5]
  - Alcalde: Over Lorenzo Santos Reyes, Partido Aprista Peruano.
- 2003 - 2006
  - Alcalde: Justino Mauro Anchivilca Rosado, Alianza electoral Unidad Nacional.
- 1999 - 2002
  - Alcalde: Floriano Flores Ballarta, Alianza electoral Izquierda Unida.
- 1996 - 1998
  - Alcalde: Mercedes Flores Parco, Partido Acción Popular.
- 1993 - 1995
  - Alcalde: Mercedes Flores Parco, Partido Acción Popular.
- 1990 - 1992
  - Alcalde: Claudio Ramírez Isla, Alianza electoral Izquierda Unida.
- 1987 - 1989
  - Alcalde: Pablo Pedro Sacravilca Salsavilca, Partido Aprista Peruano.
- 1984 - 1986
  - Alcalde: Plácido Tello Manzana, Partido Acción Popular.
- 1981 - 1983
  - Alcalde: Juan Osorio Laredo Huaringa, Lista independiente N° 22.

### Policiales
- Comisaría de Mariatana
  - Comisario: Mayor PNP  .[6]

### Religiosas
- Prelatura de Yauyos[7]
  - Obispo Prelado: Mons. Ricardo García García.
- Parroquia Nuestra Señora de la Asunción, Huarochirí[8]
  - Párroco: Pbro. Nilos Padín García
  - Vicario parroquial: Pbro. Luis Apolinario Aroquipa